# Na Casa (música)
" Na Casa " é uma música interpretada pelo cantor de música cristã contemporânea americana Crowder, a qual foi lançada no dia 27 de agosto do ano de 2021  como o segundo single de seu quarto álbum de estúdio, Milk &amp; Honey (2021). o cantor Crowder co-escreveu a música com Jeff Sojka e Ben Glover . 
O "Na Casa" alcançou o primeiro lugar na parada de melhores músicas cristãs dos Estados Unidos.  Essa música também alcançou a décima nona posição na parada Bubbling Under Hot 100 .

## Composição
"Na Casa" foi composto na chave de B com um ritmo de 77,5 batidas por minuto e uma assinatura de tempo musical de {{compasso|time|4|4} br time
4 . 

## Desempenho comercial
Após o lançamento de Milk & Honey, o "Na Casa" estreou no 49º lugar na parada Hot Christian Songs dos Estados Unidos em 26 de junho de 2021.  Após o lançamento da música como single, "Na Casa" estreou no quadrigésimo lugar na parada Christian Airplay de 4 de setembro de 2021.  "Na Casa" alcançou o primeiro lugar na parada melhores músicas cristãs de 12 de março de 2022.  "Na Casa" também alcançou o primeiro lugar na parada Christian Airplay de 26 de fevereiro de 2022. 

## Vídeo música
Em 11 de junho de 2021, Crowder lançou o vídeo letra oficial de "Na Casa" no YouTube.  Crowder publicou o videoclipe oficial da música no YouTube em 10 de novembro de 2021.  
1. ↑  Clarks, Jessie (27 de Agosto de 2021). «Crowder Announces New Single "In The House" - TCB». The Christian Beat. Consultado em 15 de Setembro de 2021
2. ↑  «In the House - Crowder | Songs, Reviews, Credits | AllMusic». AllMusic. Consultado em 15 de Setembro de 2021
3. ↑  «In The House by Crowder». MultiTracks. Consultado em 15 de Setembro de 2021
4. ↑  «Hot Christian Songs Chart | Billboard». Billboard. Consultado em 15 de Setembro de 2021
5. ↑  «Christian Airplay Chart | Billboard». Billboard. Consultado em 15 de Setembro de 2021
6. ↑  Asker, Jim (9 de Março de 2022). «Crowder's 'In the House' Goes No. 1 on Hot Christian Songs – Billboard». Billboard. Consultado em 30 de Maio de 2022
7. ↑  Asker, Jim (24 de Fevereiro de 2022). «Crowder, Dante Bowe Rule Religious Airplay Charts – Billboard». Billboard. Consultado em 30 de Maio de 2022
8. ↑  «Crowder - In The House (Lyric Video) - YouTube». YouTube. 11 de Junho de 2021. Consultado em 15 de Setembro de 2021
9. ↑  «Crowder - In The House - YouTube». YouTube. 10 de Novembro de 2021. Consultado em 26 de Dezembro de 2021
10. ↑  Clarks, Jessie (10 de Novembro de 2021). «Crowder "In The House" Music Video - TCB». The Christian Beat. Consultado em 26 de Dezembro de 2021